# سجن دمنهور
سجـن دمنهور هو أحد السجون المصرية ويقع في محافظة البحيرة ويبعد عن القاهرة بحوالي 165 كم على الطريق الزراعي، وعن الإسكندرية ب 45 كم.

## التاريخ
أنشئ السجن عام 1908 على مساحة عشرة أفدنة أهداها الخديوي عباس حلمي الثاني لرئيس وزرائه الجديد. فصاحب القرار بطرس باشا غالي أحد أشهر رموز فترة الاستعمار الإنجليزي. الباشا الذي بدأ وزارته بإنشاء سجن دمنهور ونفسه الباشا الذي تلقّى عدة رصاصات مزقت رقبته على يد إبراهيم الورداني أحد رجال المقاومة الوطنية في فبرير 1910.

## الأقسام
ويضم هذا السجن اثني عشر عنبرا 5 منها للمساجين السياسيين، و 3 للسجناء الجنائيين، وعنبر للتأديب و 3 عنابر للنساء. ويحيط بالمكان من الخارج سور حجري مزود بنقاط حراسة مكثقة ويرتفع لـ 6 أمتار. يليه من الداخل على مسافة 10 أمتار سور داخلي غير مكهرب ومزود بالأسلاك الشائكة بارتفاع 5 أمتار.

## الموقع
يقع سجن دمنهور حاليا على بعد 165 كم من القاهرة و 45 كم من الإسكندرية.

## السجناء السياسيين
لا يختلف سجن دمنهور عن أي سجن تقليدي في مصر سوى في نوعية المعتقلين. فالسجن منذ نشأته لم يقتصر علي الجنائيين وحدهم. فكان إحدى محطات تجميع الشيوعيين عام 1951 و 1959 على التوالي ونقلهم لسجون أكثر شراسة وحرفية مثل أبو زعبل وطرة والواحات. أيضا استعملت الداخلية سجن دمنهور كمحطة لتجميع معتقلي الإخوان عام 1954. فمنه بدأ الاخوان والشيوعيون أطول رحلة اعتقال في تاريخ كل منهما.
تغير وجه السجن منذ 1974 ليصبح بتعليمات شفوية حكرا على الجنائيين فقط. التعليمات التي انطلقت من وزير الداخلية في ذلك الوقت ممدوح سالم. ظل المكان على حال كسجن جنائي حتى وصل لكرسي الوزارة اللواء زكي بدر في 1986/2/28. ليفتتح عهده بحملة شرسة ضد المعارضين من كافة التيارات. وقتها فتحت الداخلية جميع السجون دون استثناء. فحشر المعتقلون من كافة التيارات السياسية داخل زنازين دمنهور.
ظل السياسسيون يتدفقون على سجن دمنهور العمومي في جو امتلأ بالإحباط والدم.. ومن الإسكندرية لأسوان ظهرت طوابير من المعتقلين التي حصل منها سجن دمنهور على نصيب الأسد. فكان مقرا لأغلب قيادات الصفين الثاني والثالث بالجماعة الإسلامية منذ أواخر الثمانينيات. فيما أفرغت سجون العقرب والوادي الجديد والفيوم وبعض أقسام أبو زعبل الصناعي لقيادات الصف الأول ومسئولي الخلايا العسكرية.

## ما بعد الثورة المصرية
في 2 مارس 2011، صرح مصدر مسئول بوزارة الداخلية، أنه بعد ظهر اليوم، قام بعض نزلاء سجن الأبعدية العمومي بدمنهور، الذي يضم 3 آلاف سجين بإحداث حالة من الهياج وأعمال الشغب، وإشعال النيران بمتعلقاتهم، وتحطيمهم أبواب العنابر الخاصة بالسجن.
وأضاف المصدر، أن مجموعة من المساجين حاولوا اقتحام الباب الرئيسي للسجن، وذلك في محاولة منعهم للهرب، حيث كان العديد من أقاربهم متجمعين خارج أسوار السجن، وقامت قوات الشرطة بالتنسيق مع القوات المسلحة بتحذيرهم، إلا أنهم واصلوا محاولتهم للهروب، مما اضطر القوات للتعامل معهم وسرعة السيطرة على الموقف.
وأشار المصدر إلى أن الأحداث أسفرت عن وفاة 58 أشخاص من المسجونين، وإصابة 8 آخرين تم نقلهم إلى المستشفى للعلاج، وقد تحرر محضر بالواقعة وتولت النيابة التحقيق.